# Advanced Camera for Surveys

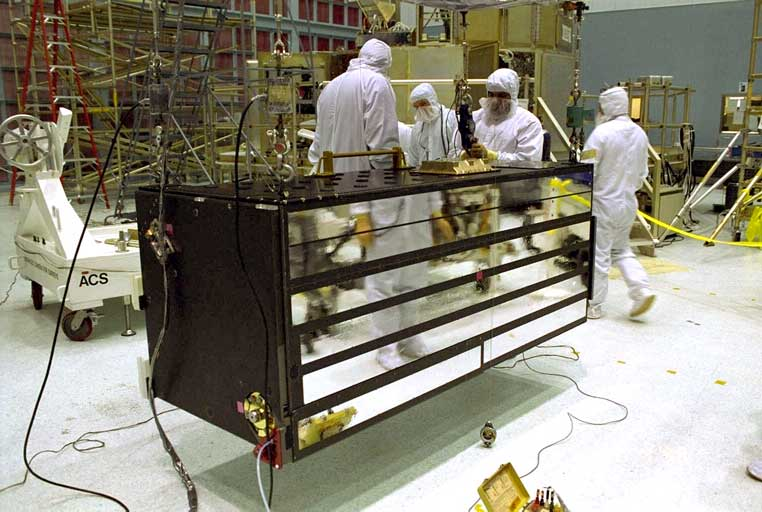
A Advanced Camera for Surveys na sala de limpeza do Goddard Space Flight Center, antes de sua instalação no Telescópio Espacial Hubble.

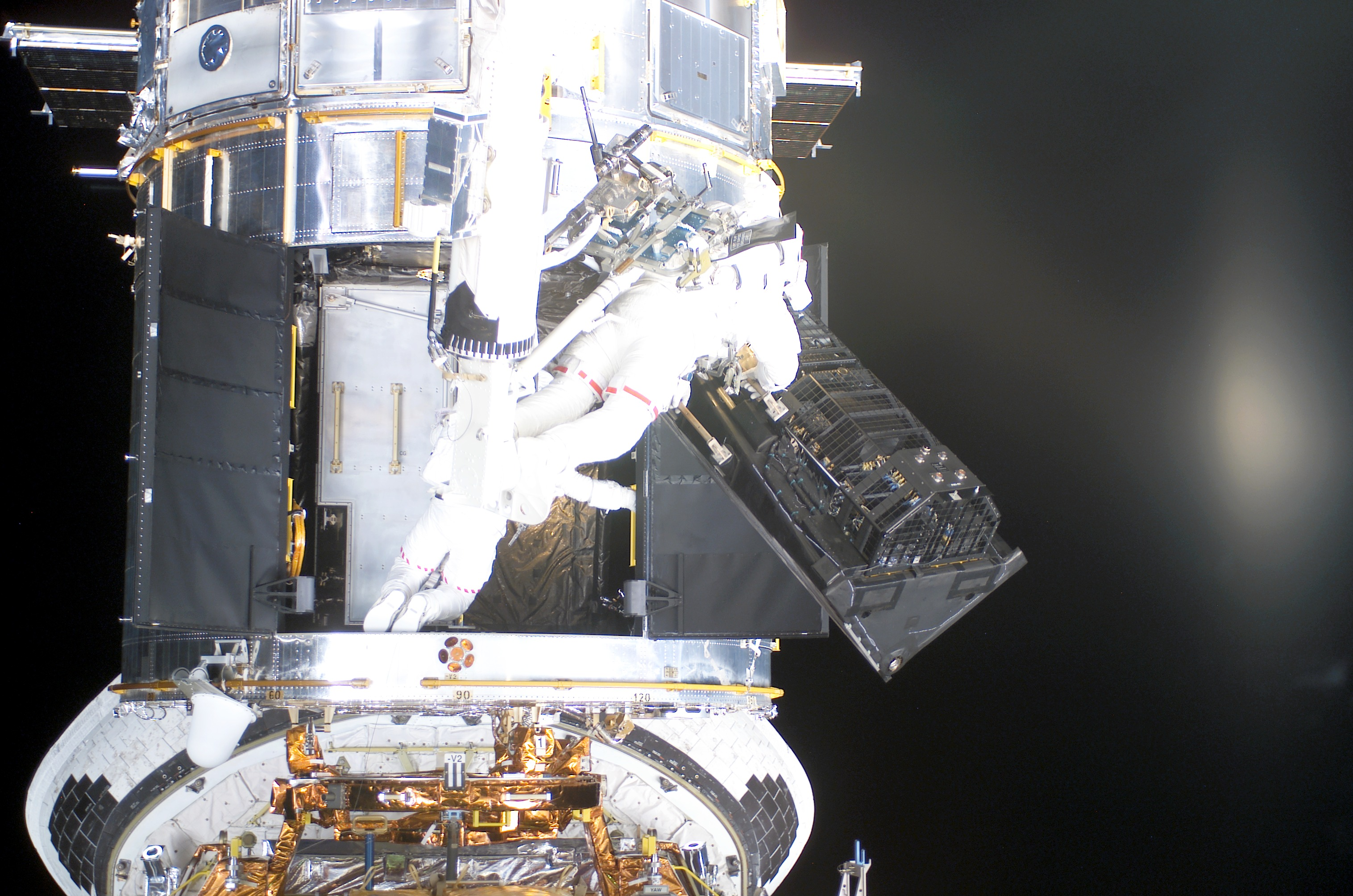
Astronautas removendo a Faint Object Camera para colocar a Advanced Camera for Surveys.

A Advanced Camera for Surveys (ACS) é um instrumento axial de terceira geração do Telescópio Espacial Hubble. Seu design inicial e capacidades científicas foram definidas por uma equipe da Universidade Johns Hopkins. A ACS foi montada e testada extensivamente no Ball Aerospace & Technologies Corp. e no Goddard Space Flight Center e foi submetida a uma verificação final no Centro Espacial John F. Kennedy. Ela foi lançada em 1 de março de 2002 como parte do STS-109 e instalada no Hubble em 7 de março daquele ano, substituindo a Faint Object Camera.